# チャンチンモドキ

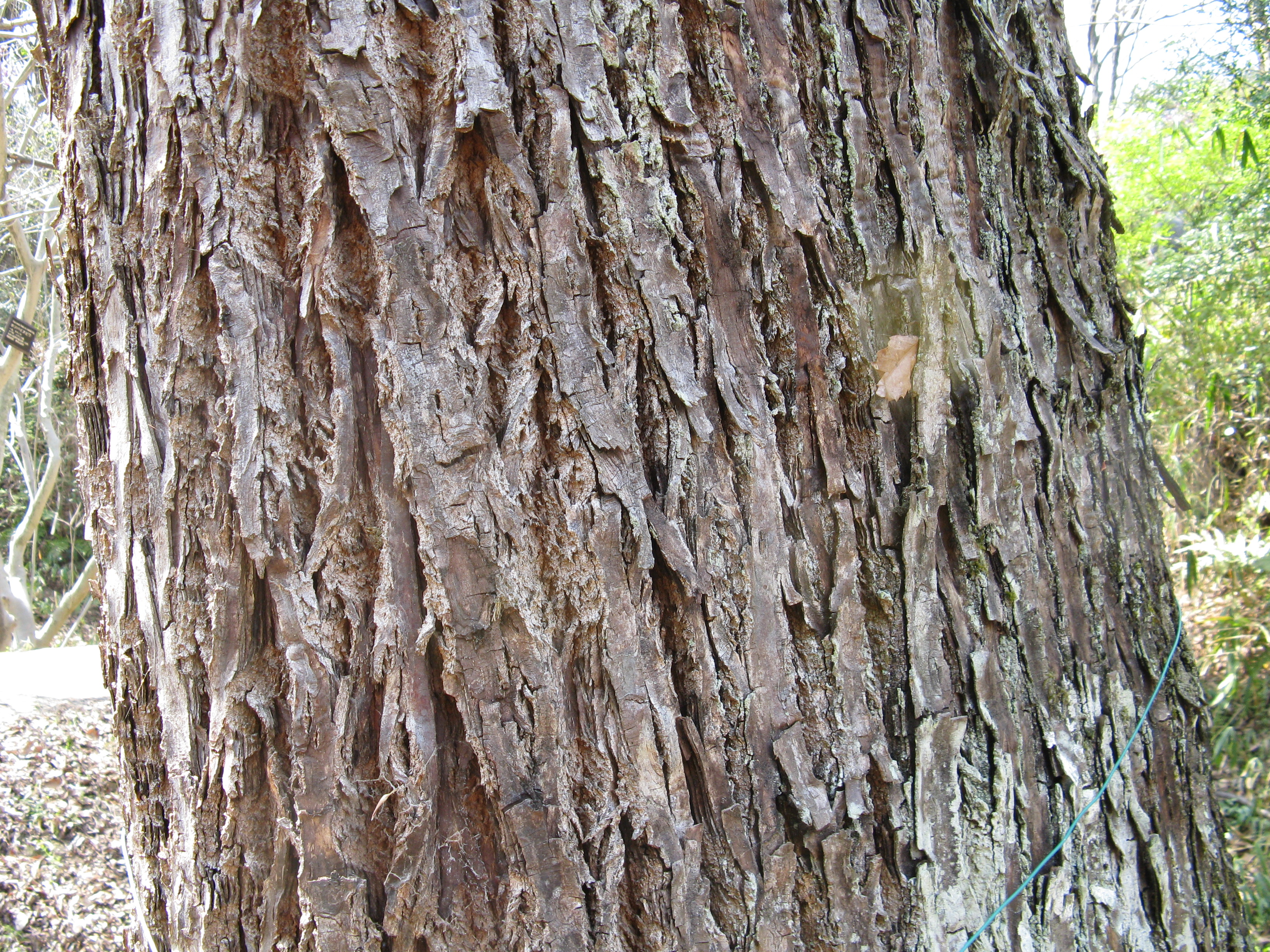
チャンチャンモドキの幹
大阪府にて

チャンチンモドキ（学名Choerospondias axillaris、香椿擬）とは、ウルシ科の植物の一種。別名カナメノキ。センダン科のチャンチンに似ていることからチャンチンモドキの名がある。チャンチンモドキの花は赤褐色、チャンチンの花は白色ということで容易に判別できる。熊本県、鹿児島県、中国南部、東南アジア北部、ヒマラヤに分布する。

## 特徴
雌雄異株の落葉高木。樹高は20mほどになる。灰紫褐色の樹皮は、縦に裂けて薄くはげ落ちる。葉は互生する羽状複葉で、小葉は卵状長楕円形、長さは25-35cmになる。5月頃に暗紫色から赤褐色の花弁が5枚の花を咲かせる。雄花は5mmほどの大きさで、円錐花序につく。雌花は8mmほどの大きさで、花柄に1つつく。外皮が黄色で楕円形の果実ができる。果実には酸味があり、ブータンとネパールでは果物として食用とする。

## 保全状況評価
- 絶滅危惧IB類 (EN)（環境省レッドリスト）